# Māris Riekstiņš
Māris Riekstiņš (ur. 8 kwietnia 1963 w Rydze) – łotewski polityk i dyplomata, minister spraw zagranicznych w latach 2007–2010, ambasador w USA, przy NATO oraz w Rosji. 

## Życiorys
W 1985 uzyskał uprawnienia nauczycielskie po ukończeniu pedagogiki. w latach 1989–1993 studiował prawo na Uniwersytecie Łotwy w Rydze. Początkowo pracował w organizacjach młodzieżowych. Na początku lat 90. dołączył do Ministerstwa Spraw Zagranicznych Republiki Łotewskiej. W 1992 został podsekretarzem stanu, a w 1993 sekretarzem stanu w tym resorcie. Funkcję tę pełnił do 2004. Wielokrotnie przewodniczył łotewskim delegacjom zagranicznym, m.in. podczas negocjacji w sprawie delimitacji granicy Łotwy z Litwą i Estonią. Brał udział w negocjacjach akcesyjnych dotyczących przystąpienia Łotwy do NATO i WTO.
W listopadzie 2004 został łotewskim ambasadorem w Stanach Zjednoczonych oraz w Meksyku. Po zakończeniu misji dyplomatycznej w styczniu 2007 stanął na czele kancelarii premiera Aigarsa Kalvītisa.
27 kwietnia 2007 został mianowany przez Partię Ludową oficjalnym kandydatem na urząd prezydenta. Ostatecznie wycofał swoją kandydaturę na rzecz wspólnego kandydata całej koalicji rządzącej, Valdisa Zatlersa, który zwyciężył w tych wyborach.
8 listopada 2007 objął stanowisko ministra spraw zagranicznych w gabinecie premiera Aigarsa Kalvītisa. Zachował je w kolejnych rządach Ivarsa Godmanisa i Valdisa Dombrovskisa. 17 marca 2010 wraz z pozostałymi członkami tego ostatniego gabinetu z ramienia Partii Ludowej podał się do dymisji, pełniąc jednocześnie obowiązki ministra do czasu mianowania nowego ministra w kolejnym miesiącu. W wyborach w 2010 bez powodzenia ubiegał się o mandat poselski z ramienia ruchu O lepszą Łotwę. Został następnie mianowany przez prezydenta Valdisa Zatlersa ambasadorem Łotwy przy NATO. Zachował wówczas członkostwo w Partii Ludowej. Zakończył urzędowanie w 2015, po czym był inspektorem generalnym w MSZ.
W latach 2017–2023 pełnił misję jako ambasador w Rosji, następnie zaś powrócił na stanowisko ambasadora przy NATO. 

## Życie prywatne
Żonaty, ma dwoje dzieci. 

## Odznaczenia
- Order Trzech Gwiazd III klasy[9]
- Krzyż Uznania II klasy[9]
- Komandor Orderu Zasługi (Norwegia, 1998)[10]
- Komandor z Gwiazdą Orderu Zasługi (Norwegia, 2001)[10]
- Wielki Oficer Orderu Infanta Henryka (Portugalia, 2003)[11]
- Wielki Oficer Orderu Zasługi Republiki Włoskiej (Włochy, 2004)[12]
- Order Księcia Jarosława Mądrego III klasy (Ukraina, 2008)[13]